# Coorte (taxonomia)
Coorte é um nível taxonómico utilizado em taxonomia zoológica e botânica, embora com significados distintos nos respectivos códigos nomenclaturais. 
Na classificação zoológica, a «coorte» e os seus níveis taxonómicos associados são inseridos entre os níveis «classe» e «ordem». A designação «coorte» tem sido também utilizada entre os níveis «infraordem» e «família» quando aplicada a dinossauros do agrupamento taxonómico Saurischia.
Na classificação botânica, os agrupamentos designados por «coorte» têm por vezes sido inseridos entre os níveis taxonómicos de «divisão» (ou «filo») e «classe», ou é por vezes utilizado ao nível de «ordem», mas o uso é actualmente considerado como um nome obsoleto para «ordem».